# Siegfried z Clary-Aldringenu
Siegfried František Jan Karel kníže z Clary-Aldringenu (německySiegfried Franz Johann Karl Fürst von Clary-Aldringen; 14. října 1848 Teplice – 11. února 1929 Teplice) byl česko-rakouský šlechtic z rodu Clary-Aldringenů usazeného v Čechách a rakousko-uherský diplomat. 
Od mládí sloužil v diplomacii, byl vyslancem v německých zemích a nakonec před první světovou válkou dlouholetým rakousko-uherským vyslancem v Belgii (1902–1914). Po starším bratru Karlovi zdědil v roce 1920 knížecí titul, správu rodového majetku (Teplice) ale přenechal synu Alfonsovi. Siegfriedův mladší bratr Manfred působil také ve státních službách a v roce 1899 byl krátce rakouským předsedou vlády.

## Život

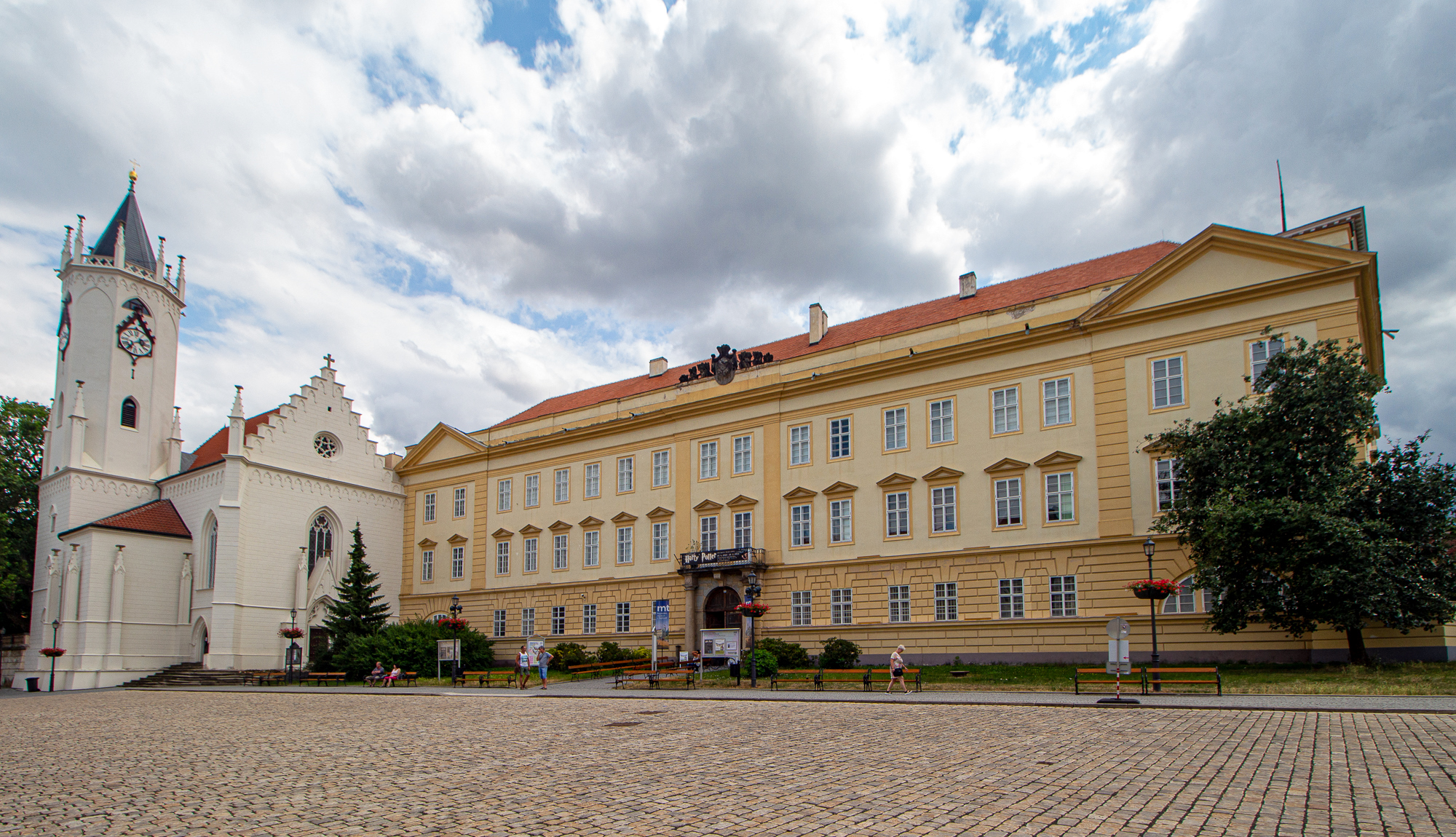
Zámek Teplice

Narodil se na zámku v Teplicích jako druhorozený syn knížete Edmunda Mořice z Clary-Aldringenu (1813–1894) a jeho manželky Alžběty Alexandry z Ficquelmontu (1825–1878), dcery rakouského generála a diplomata Karla Ludvíka z Ficquelmontu. 
Siegfried od roku 1873 působil v diplomatických službách ve Francii a Rusku, v letech 1897–1899 byl rakousko-uherským vyslancem ve Würtembersku, poté v Sasku (1899–1902). Z hlediska mezinárodní diplomacie neměl post vyslance v Sasku příliš velký význam, za vlády císaře Františka Josefa ale platilo, že funkce vyslance v Drážďanech byla přidělována císařovým oblíbencům. 
V letech 1902–1914 byl rakousko-uherským vyslancem v Belgii, stal se též c. k. komořím a tajným radou. Z Bruselu musel odejít na počátku první světové války. 
Poté žil v soukromí v Čechách, v roce 1920 po starším bratru Karlovi zdědil titul knížete, správu majetku (Teplice) ale předal svému nejstaršímu synovi Alfonsovi. V Teplicích nicméně pobýval až do své smrti. Mezitím koncem 19. století krátce vlastnil velkostatek Zborov v Horních Uhrách (nynější Slovensko).

## Rodina

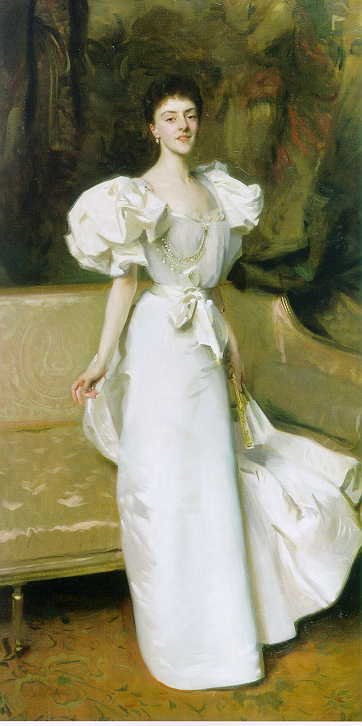
Manželka Terezie z Clary-Aldringenu, rozená Kinská (1896)

Ve Vídni se 12. února 1885 oženil s hraběnkou Terezií Kinskou (1867–1943) z kostelecké větve Kinských, tímto sňatkem se stal mimo jiné švagrem knížete Karla IV. ze Schwarzenbergu a knížete Aloise z Löwensteinu. Z manželství s Terezií Kinskou se narodily tři děti:
- 1. Alžběta Alexandra (4. prosince 1885 – 3. srpna 1955 Brusel)
  - ⚭ (1904) hrabě Henri de Baillet-Latour (1. března 1876 Brusel – 6. ledna 1942 Ixelles), 3. předseda Mezinárodního olympijského výboru (1925–1942)
- 2. Alfons (12. března 1887 Drážďany – 6. října 1978 Benátky), 7. kníže z Clary-Aldringenu
  - ⚭ (1916) Lidwina von und zu Eltz (15. srpna 1894 Eltville, Hesensko – 4. dubna 1984 Benátky)
- 3. Žofie (2. září 1891 Kostelec nad Orlicí – 31. prosince 1961 Londýn), svobodná a bezdětná